# سرزمین پناهندگان
سرزمین پناهندگان (انگلیسی: Refugee Nation) طرح پیشنهادی است که در سال ۲۰۱۵ برای ایجاد یک سرزمین جدید ارائه شد تا به صورتی داوطلبانه بحران باز اسکان توده پناهندگان جهان را حل کند. بر اساس برآوردهای سازمان ملل متحد، حدود ۶۰ میلیون پناهنده مجبور به ترک خانه و سرزمین خود در جهان شده‌اند.

## طرح پیشنهادی
طرح سرزمین پناهندگان در ماه ژوئن ۲۰۱۵ ارائه شد و ضمن گرفتن انعکاس در رسانه‌ها از جمله در ماه ژوئیه ۲۰۱۵ واشینگتن پست مقاله ای دراین زمینه درج کرد.
در این طرح پیشنهادی، گزینه‌های مختلفی برای ایجاد سرزمین پناهندگان ارائه شده است که شامل:
1. خرید جزایری که قابل استفاده برای دیگران باشد از کشورهایی مانند فیلیپین یا اندونزی
2. کشوری که اراضی قابل ملاحظه ای دارد اما استفاده نمی‌کند، که به منظور ایجاد سرزمین پناهندگان، این اراضی برای فروش به مزایده گذاشته می‌شود. نمونه فنلاند مثال خوبی است
3. جزیره کوچک کم جمعیتی که موافقت می‌کند تا به محل سرزمین پناهندگان تبدیل شود. شهروندان ساکن آن می‌توانند از مزایای مالی قابل توجهی برخوردار شوند.
4. جزایر جدیدی در آب‌های بین‌المللی به عنوان یک کشور برای پناهندگان ایجاد شود